# If I Were Sorry
If I Were Sorry ist ein Lied des schwedischen Sängers Frans. Er hat mit dem Lied Schweden beim Eurovision Song Contest 2016 vertreten.

## Hintergrund und Veröffentlichung
If I Were Sorry wurde von Oscar Fogelström, Michael Saxell, Fredrik Andersson und dem Sänger selbst geschrieben und am 28. Februar 2016 veröffentlicht. Frans nahm am 27. Februar 2016 am vierten Semifinale des Melodifestivalen, dem schwedischen Vorentscheid für den Eurovision Song Contest, teil und gewann es vor Molly Sandén und dem Lied Youniverse. Er zog in das Finale ein, das am 12. März 2016 stattfand. Nach der Juryabstimmung belegte er mit einem Punkt Rückstand hinter Oscar Zia und dem Song Human den zweiten Rang. Da er jedoch im Televoting die meisten Anrufe erhalten hat, wurde er zum Sieger des Wettbewerbes gekürt.

## Beim Eurovision Song Contest
Da Schweden den Song Contest im Vorjahr gewonnen hatte, musste sich das Land nicht im Halbfinale für das Finale qualifizieren, sondern war direkt im Finale vertreten. Am 14. März 2016 wurde ausgelost, dass Schweden Startnummer 9 im Finale am 14. Mai 2016 haben würde. Laut Buchmachern gehörte Frans zu den Favoriten auf einen Sieg beim Eurovision Song Contest.
Das Lied erreichte schließlich Platz 5.

## Plagiatsvorwürfe
Seitdem das Lied veröffentlicht wurde, gibt es einige Plagiatsvorwürfe, da If I Were Sorry Matt Simons’ Lied Catch and Release sehr ähnlich klinge. Laut oikotimes.com ist Matt Simons’ Plattenfirma PIAS Recordings dabei, zu untersuchen, ob es sich bei dem Lied um ein Plagiat handelt. Henrik Nyström, der Manager der Plattenfirma, sagte dazu: „It is too early to say what will happen, but the songs are very similar to each other, that’s for sure.“ (deutsch: Es ist zu früh, um zu sagen, was passieren wird, aber die Lieder ähneln sich sehr, das ist gewiss.).

## Kommerzieller Erfolg

### Chartplatzierungen
In Deutschland erreichte If I Were Sorry Position zwölf in den Singlecharts und platzierte sich insgesamt 23 Wochen in den Top 100. In den deutschen Airplaycharts erreichte die Single für eine Woche die Spitzenposition. Es konnte sich als meistheruntergeladener ESC-Song in Deutschland, Österreich und der Schweiz platzieren.
| ChartsChartplatzierungen     | Höchstplatzierung | Wochen |
| ---------------------------- | ----------------- | ------ |
| Deutschland (GfK)            | 12 (23 Wo.)       | 23     |
| Österreich (Ö3)              | 2 (18 Wo.)        | 18     |
| Schweden (GLF)               | 1 (25 Wo.)        | 25     |
| Schweiz (IFPI)               | 25 (18 Wo.)       | 18     |
| Vereinigtes Königreich (OCC) | 61 (1 Wo.)        | 1      |

| ChartsJahrescharts (2016) | Platzierung |
| ------------------------- | ----------- |
| Deutschland (GfK)         | 64          |
| Österreich (Ö3)           | 41          |
| Schweden (GLF)            | 11          |

### Auszeichnungen für Musikverkäufe
2016 wurde If I Were Sorry in Deutschland und Österreich jeweils mit der Goldenen Schallplatte ausgezeichnet. In Polen wurde die Single 2017 mit Doppelplatin ausgezeichnet, in Schweden erreichte sie im März 2018 siebenfachen Platin-Status. Insgesamt wurde If I Were Sorry damit über 535.000 Mal verkauft.
| Land/Region        | Auszeichnungen für Musikverkäufe (Land/Region, Auszeichnung, Verkäufe) | Verkäufe |
| ------------------ | ---------------------------------------------------------------------- | -------- |
| Deutschland (BVMI) | Gold                                                                   | 200.000  |
| Österreich (IFPI)  | Gold                                                                   | 15.000   |
| Polen (ZPAV)       | 2× Platin                                                              | 40.000   |
| Schweden (IFPI)    | 7× Platin                                                              | 280.000  |
| Insgesamt          | 2× Gold · 9× Platin ·                                                  | 535.000  |